# 土屋有
土屋 有（つちや ゆう、1980年 - ）は実業家、研究者。 株式会社アイレップ（現 株式会社Hakuhodo DY ONE）取締役、 株式会社カヤックLiving（現 株式会社カヤックに合併）の元代表取締役、 株式会社アラタナ（現 株式会社ZOZO）元取締役 、 株式会社あいけあ（現 株式会社インターネットインフィニティー）代表取締等を歴任、国立大学法人宮崎大学 地域資源創成学部 准教授。専門はマーケティング、アントレプレナーシップ、デジタルマーケティング、ソーシャルビジネス。

## 経歴
1980年、宮崎県出身。
2012年、多摩大学大学院経営情報学研究科博士課程前期修了。
2001年、株式会社アイレップ入社。
2002年、株式会社アイレップ取締役。
2006年、株式会社あいけあ代表取締役。
2010年、株式会社インターネットインフィニティー執行役員。
2011年、株式会社（面白法人）カヤック事業部長。
2013年、株式会社アラタナ（現 ZOZO）取締役。
2014年、多摩大学大学院経営情報学研究科 客員教授。
2015年、国立大学法人宮崎大学 地域資源創成学部 准教授。
2019年、株式会社カヤックLiving 代表取締役。
2020年、株式会社CNC（旧 Community Nurse Company ） 取締役。
2020年、株式会社Smolt 取締役。（宮崎大学発ベンチャー）
2023年、地域資源ブランディング株式会社 代表取締役CEO。（宮崎大学発ベンチャー）

## 人物・来歴
大学在学中に株式会社アイレップにインターンし、大学在学中に取締役に抜擢。その後、上場審査時に大学中退。
新規事業のシニアマーケティング事業部の事業部長として「有料老人ホーム紹介事業」などを展開。
2006年には日経BP社より「これで失敗しない！有料老人ホーム賢い選び方　介護保険時代の“終のすみか”探し」が出版。
同年に日経スペシャル ガイアの夜明け（テレビ東京系、6月27日放送）第218回「余生をどこで暮らしますか ～老人ホームビジネスに賭ける男たち～」に事業が取り上げられる。
26歳取締役時に大阪証券取引所ヘラクレス（現・東京証券取引所JASDAQ）に上場。
アイレップの100%子会社、株式会社あいけあを立ち上げ、有料老人ホーム紹介事業「日本有料老人ホーム紹介センター」、医療・介護人材紹介事業、医療・介護分野のM&A支援事業事業を展開。業界分析、ネットワークを活用しマーケティング支援などを展開。
2010年にあいけあ株式100%をアイレップからインターネットインフィニティーへ譲渡し、同社役員。
面白法人カヤックでは、こえ部、ゲーム事業、Nakamap（現 Lobi）事業など主に自社サービス事業のディレクター、プロデューサー、事業運営を担当。
株式会社アラタナでは取締役サービス開発統括本部長として、サービス開発、人事施策、新規事業開発等を担当。
2021年4月より宮崎放送にてラジオ番組「土屋有だけどなんか質問ある？」を担当。
2023年よりテレビ宮崎のニュース番組「#Link」でコメンテーター。